# Erich Hörtnagl
Erich Hörtnagl (* 2. November 1950 in Innsbruck) ist ein österreichischer Regisseur, Filmemacher, Fotograf und Künstler. Er stammt aus Steinach und lebt mit seiner Familie in Schweden.

## Werdegang
Erich Hörtnagl studierte von 1970 bis 1974 an der Universität für angewandte Kunst Wien in Wien. Das Studium schloss er 1974 mit dem Diplom in der Meisterklasse „Graphik“ ab. Für seine Diplomarbeit erhielt er den Staatspreis des Bundesministeriums für Wissenschaft und Forschung. Von 1976 bis 1979 folgte ein Studium der Regie, Kamera und Schnitt am Centro sperimentale di cinematografia in Rom.
Seit 1979 ist er als Film- und Theaterregisseur, Produzent, Drehbuchautor und line-producer in Schweden, Österreich, Deutschland und Dänemark tätig.
Hörtnagl war Mitbegründer der Cine Tirol Film Commission 1998 und übte bis 2004 die Funktion des Projektkoordinators, Fachberaters und Beiratssprechers bei cinetirol aus. Für seine besonderen Verdienste um das Filmland Tirol wurde Erich Hörtnagl 2005 mit dem „Cine Tirol Award“ ausgezeichnet.
Erich Hörtnagl führte Regie bei der am 28. August 2011 im ORF erstmals ausgestrahlten Tatort-Folge „Lohn der Arbeit“.
2019 veröffentlichte Erich Hörtnagl (Fotos) zusammen mit Aloix Schöpf (Texte) das Buch „Sehnsucht Meer – vom Glück in Jesolo“, eine Frage nach den Bedingungen privaten Glücks und eine Hommage mit Ironie und Humor an den Sehnsuchtsort Jesolo. Die dazugehörige Fotoausstellung „Sehnsucht Meer“ von Erich Hörtnagl war 2019 im IAT (Centro Turismo) in Jesolo (Italien), in der Galerie artdepot in Innsbruck (Österreich) und der Galleri Gamla Staden in Landskrona (Schweden) zu sehen.
Die Solo-Fotoausstellung „mensch.natur“ von Erich Hörtnagl war vom 3. November 2013 bis am 13. Januar 2024 in der artdepot in Innsbruck (Österreich) zu sehen.
2023 veröffentlichte er das Fotobuches „to be a man“ zu männlichen Rollenbildern. Die gleichnamige Ausstellung „to be a man“ wurde im Fotoforum Innsbruck vom 16. Februar bis am 9. März 2024 gezeigt.

## Werke
- 1995: Petris Tränen
- 2004: Wer den Wolf fürchtet / Ein Schrei in den Wäldern / Cry in the woods
- 2006: Two Steps from Heaven (schwedische TV-Serie)
- 2010: Krapps letztes Band (schwedischer TV-Film)
- 2010: Tatort: Lohn der Arbeit

## Theaterregie
- 1977–79: Lulu, frei nach Frank Wedekind, Rom, Italien
- 1991: Heimatzauber, von Alois Schöpf, Kellertheater, Innsbruck, Österreich
- 1994: Der Schwan, von Elisabeth Egloff, Kellertheater, Innsbruck, Österreich
- 1996: Shine, von Ernst Brunner, Tiroler Volksschauspiele, Telfs, Tirol, Österreich
- 1997/98: Der Gefangene im Leuchtturm, von Malin Lagerlöf, Stadttheater Innsbruck, Österreich
- 1999/2000: Zu Gast in Tirol, Tag der Nationen/Österreich, Expo 2000, Hannover, Deutschland
- 2008/09: Sennenpuppe, Oper von Alois Schöpf (Libretto) und Ernst-Ludwig Leitner (Musik), Gmunden, Salzburg, Wels, Innsbruck, Österreich